# Muehlenbeckia fruticulosa
Muehlenbeckia fruticulosa är en slideväxtart som först beskrevs av Wilhelm Gerhard Walpers, och fick sitt nu gällande namn av Paul Carpenter Standley. Muehlenbeckia fruticulosa ingår i släktet sliderankor, och familjen slideväxter. Inga underarter finns listade i Catalogue of Life.